# インセンスミュージックワークス
株式会社インセンスミュージックワークスは、東京都港区にある音楽事業会社。

## 概説
レーベル事業 (音楽・映像ソフトの企画・制作・販売、CD・レコード等の原盤制作)、プロダクション事業 (実演家の発掘・育成・管理・仲介、制作業務受託)、BGM事業 (飲食店・アパレル・商業施設他、各種イベントへのBGM提供)、サウンドデザイン事業 (音響設備のデザイン、施工、レンタル、管理サポート)、ビジュアルデザイン事業 (映像設備のデザイン、施工、レンタル、デジタルサイネージ配信システムの運用代行、管理サポート、動画コンテンツの企画制作)、プロデュース事業 (音楽を中心とした様々なプロジェクト企画立案、パートナー企業様との取り組みを軸としたプロモーション企画・制作)、EC事業 (中古・新譜・国内外ソフト・音楽関連商材の仕入販売) などを手がけている。